# Masakatsu Sawa
Pour les articles homonymes, voir Sawa.
Masakatsu Sawa (澤 昌克, Sawa Masakatsu), né le 12 janvier 1983 à Moriya, dans la préfecture d'Ibaraki, est un footballeur japonais naturalisé péruvien qui évoluait au poste d'attaquant.

## Biographie
Sawa commence sa carrière au Pérou, au Sporting Cristal, club avec lequel il remporte le championnat en 2005. Il signe l'année suivante au Coronel Bolognesi où il devient le premier buteur japonais en Copa Sudamericana, le 13 septembre 2006, lors de la victoire 2-1 face à Colo-Colo du Chili. En 2007, il rejoint le Deportivo Municipal. Ses bonnes performances intéressent la FPF qui lui propose de devenir péruvien afin de jouer en équipe du Pérou. Cependant il refuse pour ne pas compromettre ses chances d'évoluer en J League et en attendant une éventuelle convocation en équipe du Japon, même s'il finira par se faire naturaliser péruvien par la suite. 
Après une pige au Cienciano del Cusco – où il devient au passage le premier buteur japonais en Copa Libertadores, le 31 janvier 2008, en marquant le but de la victoire (1-0) face au Montevideo Wanderers FC – il rentre au Japon en juillet 2008 afin d'évoluer au Kashiwa Reysol. Il y reste jusqu'en 2013 et remporte notamment la J League en 2011 puis la Coupe de l'Empereur en 2012, avant de retourner au Deportivo Municipal avec lequel il remporte le championnat de 2e division en 2014. Après trois ans passés au Pérou, il décide de revenir une deuxième fois au Kashiwa Reysol.
En 2019, Sawa signe à l'Unión Huaral, club du championnat du Pérou de 2e division. Il prend sa retraite après une dernière pige au Deportivo Municipal en 2020.

## Palmarès

### Au Pérou
| Sporting Cristal - Championnat du Pérou (1) : - Champion : 2005. |  | Deportivo Municipal - Championnat du Pérou D2 (1) : - Champion : 2014. |

### Au Japon
Kashiwa Reysol
- J League (1) :
  - Champion : 2011.
- Coupe de l'Empereur (1) :
  - Vainqueur : 2012.
  - Finaliste : 2008.
- Supercoupe du Japon (1) :
  - Vainqueur : 2012.
- Coupe de la Ligue du Japon (1) :
  - Vainqueur : 2013.